# Barbosalite
La barbosalite è un minerale appartenente al gruppo della lazulite.